# Epic Records Japan
Epic Records Japan Inc. (株式会社エピックレコードジャパン, Kabushiki Gaisha Epikku Rekoodo Japan), anciennement Epic/Sony Records, est un label discographique japonais détenu par Sony Music Entertainment Japan. Il est créé par Shigeo Maruyama. Plusieurs artistes musicaux notables font partie du label, dont Motoharu Sano, Tetsuya Komuro et Kimiko Itoh.

## Historique
Entre 1978 et 1988 le label fonctionne comme une filiale à part entière : Epic/Sony Inc. (株式会社EPIC・ソニー) est fondée en août 1978, elle est rapatriée au sein de CBS/Sony Group en mars 1988.
En 2001, l'entreprise alors filiale japonaise d'Epic Records est renommée Epic Records Japan.

## Jeux édités
Durant la fin des années 1980 et au début des années 1990 l'entreprise édite des jeux vidéo pour les consoles Nintendo. 
- 1987 : Tokoro-san no Mamoru mo Semeru mo (Famicom, développé par HAL Laboratory) ;
- 1988 : Viva! Las Vegas (Famicom, développé par HAL Laboratory) ;
- 1989 : Flying Hero (飛ing ヒーロー?) (Famicom, développé par Aicom Corporation) ;
- 1989 : Tashiro Masashi no Princess ga Ippai (Famicom, MSX, développé par HAL Laboratory) ;
- 1990 - Soccer Boy (Game Boy, développé par Kitty Group) ;
- 1990 : Solstice (Famicom, développé par Software Creations) ;
- 1991 : RoboCop (Game Boy, développé par Ocean Software) ;
- 1991 : Hakunetsu Pro Yakyuu: Ganba League (Super Famicom, développé par Sting)[3] ;
- 1991 : Jerry Boy (Super Famicom, développé par Game Freak/System Sacom) ;
- 1991 : Dragon's Lair (Famicom, Game Boy, développé par Motivetime) ;
- 1991 : Altered Space: A 3-D Alien Adventure (Game Boy, développé par Software Creations) ;
- 1991 : Hudson Hawk (Famicom, Game Boy, développé par Special FX Software) ;
- 1992 : RoboCop 2 (Game Boy) ;
- 1992 : Hook (Famicom, Game Boy, développé par Painting by Numbers) ;
- 1992 : Hook (Super Famicom, développé par Ukiyotei) ;
- 1992 : Hakunetsu Pro Yakyuu: Ganba League '93 (Super Famicom, développé par Sting)[3] ;
- 1993 : Utopia: The Creation of a Nation (Super Famicom) ;
- 1993 : Solstice II (Super Famicom, développé par Software Creations) ;
- 1993 : Hakunetsu Pro Yakyuu 3: Ganba League '94 (Super Famicom, développé par Sting) ;
- 1994 : Karuraou (Super Famicom, développé par Ukiyotei).

## Labels

### Inactifs
- Antinos
- Dohb Discs
- So What? Records

### Actifs
- Kowalski
- mf Records (coentreprise avec Motoharu Sano)
- Mint Age

## Artistes actuels
- 7!!
- Abingdon Boys School
- Akeboshi, Yoshio
- Aki, Angela
- Aqua Timez
- Atari, Kousuke
- Aura
- Cinemusica
- The Condors
- Daisuke
- Dustz
- Hajime, Chitose
- Halcali
- GOT7
- Haneyuri
- Ikimono Gakari
- Isoya, Yuki
- Kawauchi, Sawa
- LGMonkees (No Doubt Tracks/Epic)
- Makino, Yui
- Matsushita, Nao
- Matsushita, Yūya
- Nakama, Yukie
- Nangi
- Naoto
- No3b
- Nodame Orchestra
- Nothing's Carved in Stone
- The Peggies
- Pengin
- Sano, Motoharu (Epic/mf)
- Scandal
- Shigi
- Solita
- Stance Punks (Epic/Kowalski/Dynamord)
- Sugaru, Matsutani (Epic/Informel)
- Masayuki Suzuki
- Takachiya
- Take, Yutaka
- Theatre Brook
- T.M.Revolution
- Uranino
- ViViD
- Watanabe, Anne
- Watanabe, Misato
- Yacht